# Вербов (Подгаецкая городская община)
Вербов (укр. Вербів) — село в Подгаецкой городской общине Тернопольского района Тернопольской области Украины.
До 2020 года входило в Подгаецкий район.
Население по переписи 2001 года составляло 968 человек. Занимает площадь 25,657 км². Почтовый индекс — 48022. Телефонный код — 3542.

## История
С 1964 г. — село Першотравневое. В 1992 г. селу возвращено историческое название